# Monti Asinskij
I monti Asinskij (in russo Асинский хребет?, o Acinskij, Ацинский) sono una catena montuosa della Siberia Orientale meridionale (Territorio della Transbajkalia) che fa parte dell'altopiano Chėntėj-Daur. Si trovano tra i fiumi Čikoj e Ingoda. Prendono il nome da un tributario di sinistra del Čikoj: l'Asa.
La catena montuosa inizia a ovest, alla confluenza del fiume Menza nel Čikoj e si estende in direzione latitudinale verso est, fino al corso superiore del fiume Asakan (affluente dell'Asa). La catena montuosa si estende per circa 90 km con una larghezza media di 25-30 km. Le altezze predominanti raggiungono i 1 600 m; il punto più alto è il monte Belaja Griva (1 870 m). Vicino alla sorgente del fiume Jugal (affluente sinistro del Čikoj) forma uno sperone volto a nord lungo 30 km con il punto più alto sul monte Afanas'jeva (1 601 m).
La dorsale è composta da rocce prevalentemente di età paleozoica. Il rilievo è dominato da montagne medio-alte, sezionate da valli fluviali. Sulle vette più alte si conservano tracce dell'antica glaciazione, sono diffusi "fiumi di pietre" (kurum) e affioramenti rocciosi. I tipi di paesaggio predominanti sono la taiga montana, la foresta prealpina e i gol'cy.